# Цогт-Овоо
Цогт-Овоо (монг. Цогт-Овоо) — сомон аймаку Умнеговь, Монголія. Площа 6,5 тис. км², населення 2,2 тис. чол. Центр сомону селище Долоон лежить за 427 км від Улан-Батора, за 126 км від міста Даланзадгад.

## Рельєф
Гори Цогт-Овоч (1521 м), Дугших (1380 м) та ін. Здебільшого долини та Гобі. Багато неглибоких солених озер.

## Клімат
Клімат різко континентальний. Щорічні опади 80-150 мм, середня температура січня −14-16°С, середня температура липня +21-23°С.

## Природа
Водяться вовки, лисиці, козулі, аргалі, дикі кози, зайці, тарбагани.

## Корисні копалини
Родовища кам'яного вугілля, дорогоцінного каміння, плавикового шпату, золота, хімічної та будівельної сировини.

## Соціальна сфера
Є школа, лікарня, сфера обслуговування, туристичні бази.